# Павлов, Александр Георгиевич

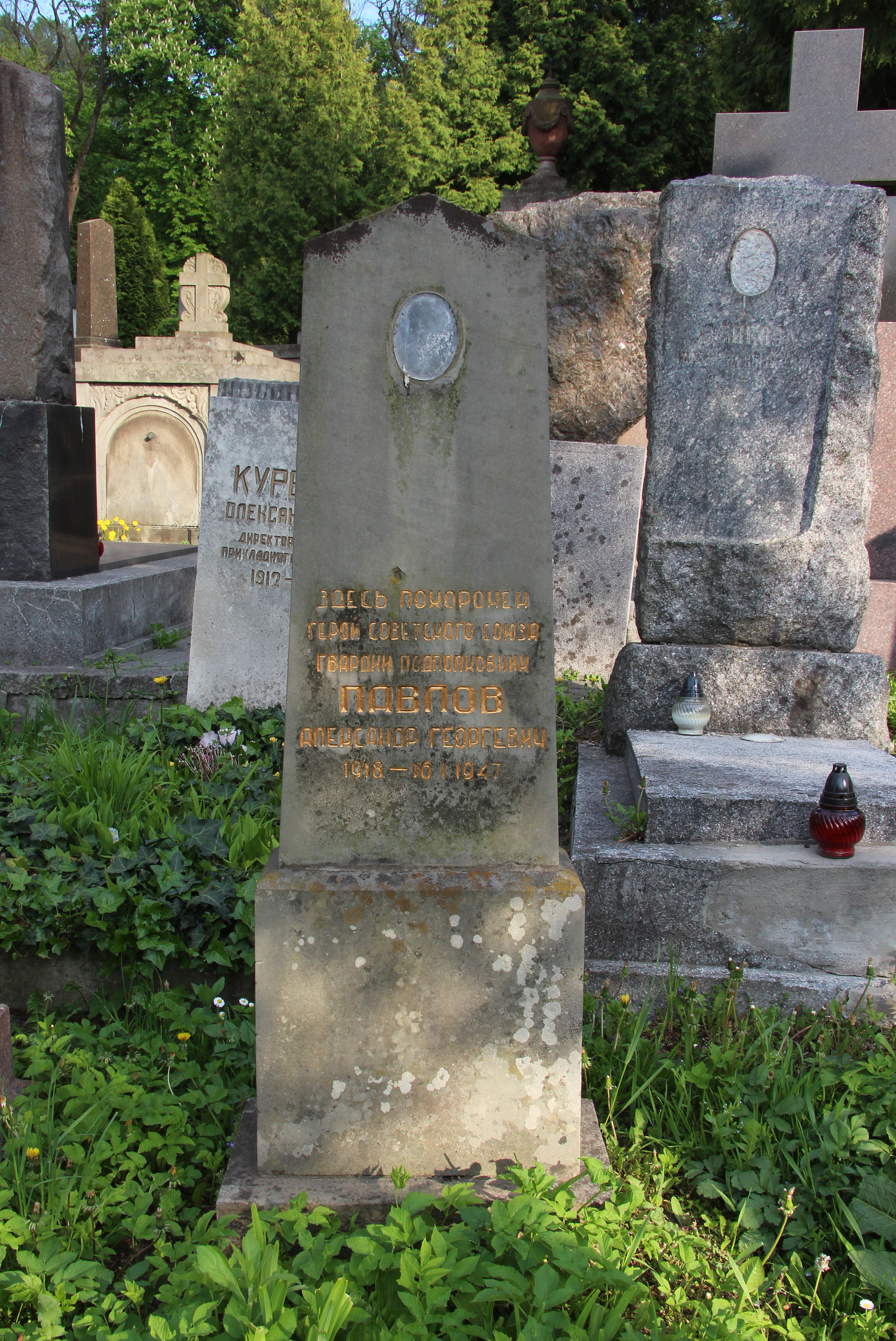

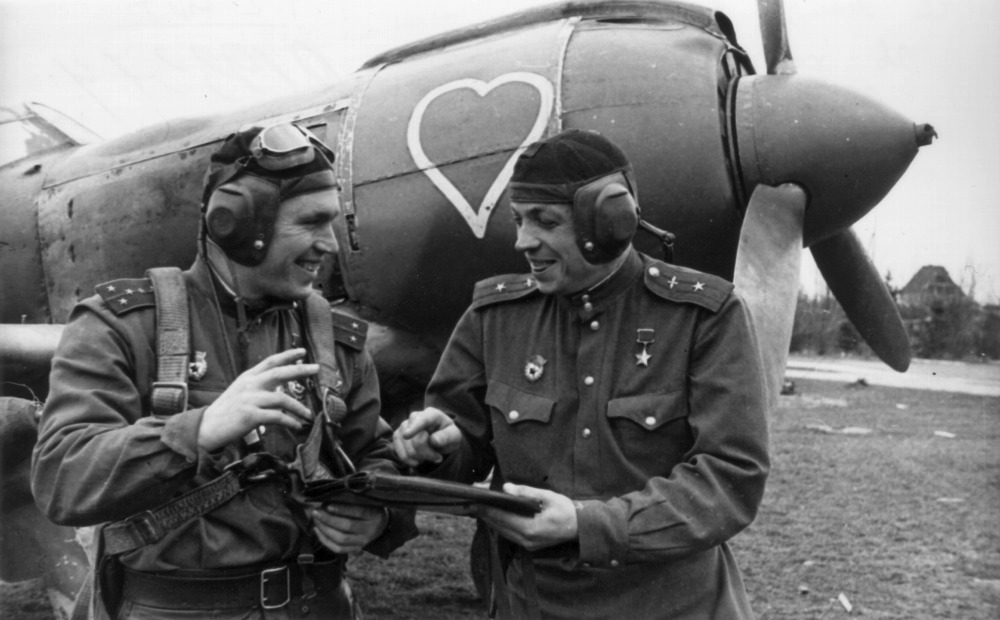
Павлов (справа) и Герой Советского Союза летчики-истребители капитан Александр Васильевич Лобанов беседуют возле истребителя Ла-5ФН.

Александр Георгиевич Павлов (1918—1947) — лётчик-ас, участник Великой Отечественной войны, подполковник Рабоче-крестьянской Красной Армии, Герой Советского Союза (1943).

## Биография
Александр Павлов родился 26 октября 1918 года в деревне Люторецкая (ныне — Чеховский район Московской области). После окончания семи классов школы и школы фабрично-заводского ученичества работал токарем на заводе в Москве. В 1937 году Павлов был призван на службу в Рабоче-крестьянскую Красную Армию. В 1938 году он окончил Борисоглебскую военную авиационную школу лётчиков. С августа 1941 года — на фронтах Великой Отечественной войны.
К июлю 1943 года гвардии капитан Александр Павлов командовал эскадрильей 41-го гвардейского истребительного авиаполка 8-й гвардейской истребительной авиадивизии 5-го истребительного авиакорпуса 2-й воздушной армии Воронежского фронта. К тому времени он совершил 392 боевых вылета, принял участие в 83 воздушных боях, сбив 10 вражеских самолётов лично и ещё 10 — в составе группы.
Указом Президиума Верховного Совета СССР от 28 сентября 1943 года за «образцовое выполнение боевых заданий командования на фронте борьбы с немецкими захватчиками и проявленные при этом отвагу и геройство» гвардии капитан Александр Павлов был удостоен высокого звания Героя Советского Союза с вручением ордена Ленина и медали «Золотая Звезда» за номером 2042.
В 1943 году Павлов окончил курсы усовершенствования командного состава. Командовал 41-м гвардейским истребительным авиаполком  8-й гвардейской истребительной авиадивизии 5-го истребительного авиакорпуса 2-й воздушной армии до конца войны.
К 20 января 1945 года гвардии подполковник А. Г. Павлов произвёл 552 боевых вылета, провёл более 110 воздушных боёв, сбил 16 самолётов противника лично и не менее 10 в составе группы, а также уничтожил 1 аэростат наблюдения в паре с своим ведомым.
После окончания войны продолжал службу в Советской Армии. Погиб в автокатастрофе 16 января 1947 года, похоронен на 3 а поле Лычаковского кладбища Львова.
Был также награждён двумя орденами Красного Знамени, орденами Александра Невского и Отечественной войны 1-й степени, рядом медалей.